# Tiếng Hindustan Caribe
Tiếng Hindustan Caribe là một ngôn ngữ Ấn-Arya được sử dụng bởi người Ấn-Caribe và cộng đồng Ấn-Caribe nhập cư. Nó dựa trên tiếng Bhojpur cùng với những ảnh hưởng từ tiếng Awadh. Những điều này được nói bởi những người lao động theo hợp đồng di cư đến vùng Caribe từ tiểu lục địa Ấn Độ. Nó có liên quan chặt chẽ với tiếng Hindi Fijivà tiếng Hindustan được nói ở Mauritius và Nam Phi.
Bởi vì phần lớn mọi người đến từ khu vực Awadh ở Uttar Pradesh và khu vực Bhojpur ở Bihar, Jharkhand và Uttar Pradesh, tiếng Hindustan Caribe chịu ảnh hưởng nhiều nhất từ tiếng tiếng Bhojpur, tiếng Awadh và các phương ngữ Đông Hindi - Bihar khác. Nó chịu một ảnh hưởng rất ít từ tiếng Tamil, tiếng Telugu và các ngôn ngữ Dravida khác. Nó cũng đã mượn nhiều từ của tiếng Hà Lan ở Suriname và các thuộc địa khác của Hà Lan, tiếng Anh và tiếng Pháp ở các thuộc địa vương thất cũ của Anh và thuộc địa Pháp. Nhiều từ duy nhất của Hindustan Caribe đã được tạo ra để phục vụ cho môi trường mới nơi mà người Ấn-Caribe hiện đang sống.
Giống như tiếng Hindustan được nói ở tiểu lục địa Ấn Độ, tiếng Hindustan Caribe cũng được chia thành hai ngữ vực tiếng Hindi Caribe và tiếng Urdu Caribe. Tiếng Hindustan dùng để chỉ cả tiếng Hindi và tiếng Urdu. Tiếng Hindi Caribe được nói bởi người Hindu và người gốc Ấn Độ giáo, trong khi tiếng Urdu Caribe được nói bởi người Hồi giáo và người gốc Hồi giáo. Hindi Caribe chịu nhiều ảnh hưởng từ tiếng Phạn và Prakrit, trong khi Urdu Caribe chịu nhiều ảnh hưởng hơn từ tiếng Ả Rập, tiếng Sát Hợp Đài và tiếng Ba Tư. Tiếng Hindi được viết bằng chữ Devanagari, chữ nổi Devanagari và chữ Kaithi, trong khi tiếng Urdu được viết bằng chữ chữ Ba Tư-Ả Rập và chữ nổi tiếng Urdu, mặc dù trong thời gian gần đây cả hai đều được viết bằng chữ Latinh và chữ nổi tiếng Anh.
Nhạc chutney, chutney soca, chutney parang, baithak gana, nhạc dân gian, nhạc cổ điển, một số bài hát Hindu giáo, một số bài hát Hồi giáo và thậm chí một số bài hát Kitô giáo Ấn Độ được hát bằng tiếng Hindustan Caribe, đôi khi được hòa trộn với tiếng Anh Caribe ở khu vực nói tiếng Anh Caribe hoặc tiếng Hà Lan ở Suriname và vùng Caribe thuộc Hà Lan.